# Quedenfeldtia trachyblepharus
Quedenfeldtia trachyblepharus — вид геконоподібних ящірок родини Sphaerodactylidae. Ендемік Марокко.

## Поширення і екологія
Quedenfeldtia trachyblepharus мешкають в у високогір'ях Високого Атласу на південному заході Марокко, зокрема на схилах гірського масиву Тубкаль. Вони живуть серед скель і валунів, часто поряд з джерелами води, на висоті від 1200 до 4000 м над рівнем моря. В тріщинах серед скель самиці відкладають 2-3 кладки по одному яйцю.

## Збереження
МСОП класифікує стан збереження цього виду як близький до загрозливого. Пристосований в основному до гірських умов, цей вид може зникнути при потеплінні клімату. Станом на 90-ті роки ХХ ст. він був реліктовим видом на деяких схилах Атласу.